# Dean's Yard
Pour les articles homonymes, voir Dean.
Dean's Yard, à Westminster, comprend la plupart des vestiges de l'ancien monastère de Westminster, non occupés par les bâtiments de l'abbaye. Il est connu des membres de la Westminster School sous le nom de Green et est mentionné sans article. C'est un grand quadrilatère clos, fermé à la circulation publique, entourant un green sur lequel les élèves de la Westminster School ont légalement le droit de jouer au football (certains prétendent même y avoir inventé le jeu moderne). 

## Histoire
Des fouilles archéologiques ont montré que le terrain avait été gagné, par assèchement, sur les marais de Shrub Island, au cours de la période saxonne. Les fondations des bâtiments actuels montrent le remploi de pierres provenant de constructions monastiques datant du milieu du XIe siècle. Un squelette de vache a également été exhumé.
Jusqu'au XVIIe siècle, le Green représentait un tiers de sa taille actuelle, car au sud se trouvait le dortoir des érudits de la reine, qui était à l'époque monastique un grenier : ses pierres soutiennent toujours Church House. Le côté est comprend les bâtiments occupés par la Westminster School ; le sud par Church House, siège de l'Église d'Angleterre ; l'Ouest par plusieurs bâtiments scolaires et la Westminster Abbey Choir School ; et le nord par l'arcade menant au grand sanctuaire, aux bureaux de l'abbaye et à une partie du doyenné. 

Historiquement, l'abbaye de Westminster a été l'un des derniers sanctuaires ecclésiastiques à renoncer à ses anciens droits, de sorte que l'enceinte était en grande partie occupée par la plupart des habitants indésirables et dangereux. La juridiction pénale de l'abbé les tenait en échec et sachant que l'abbé pouvait immédiatement les expulser du destin aux mains du droit coutumier: l'abbaye Gatehouse était scindée en deux prisons, celle de l'abbé et celle des agents de police à l'extérieur. Le sanctuaire de l'abbaye s'étendait au-delà de la cour du doyen, jusqu'au côté nord de Parliament Square. Il n’est pas souvent mentionné le fait que le Trésor britannique est construit sur le site de cette voie.

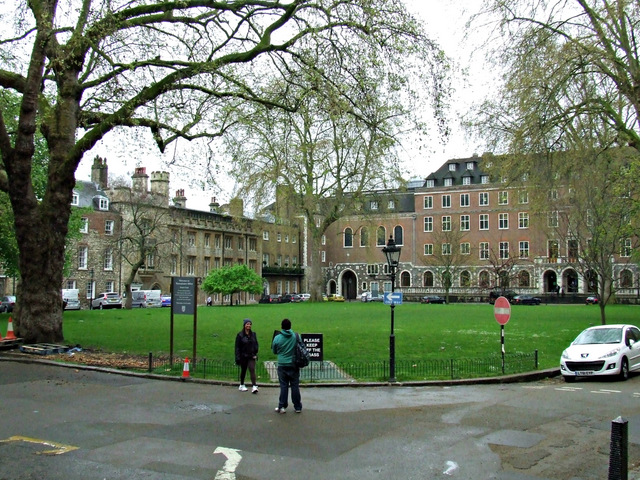
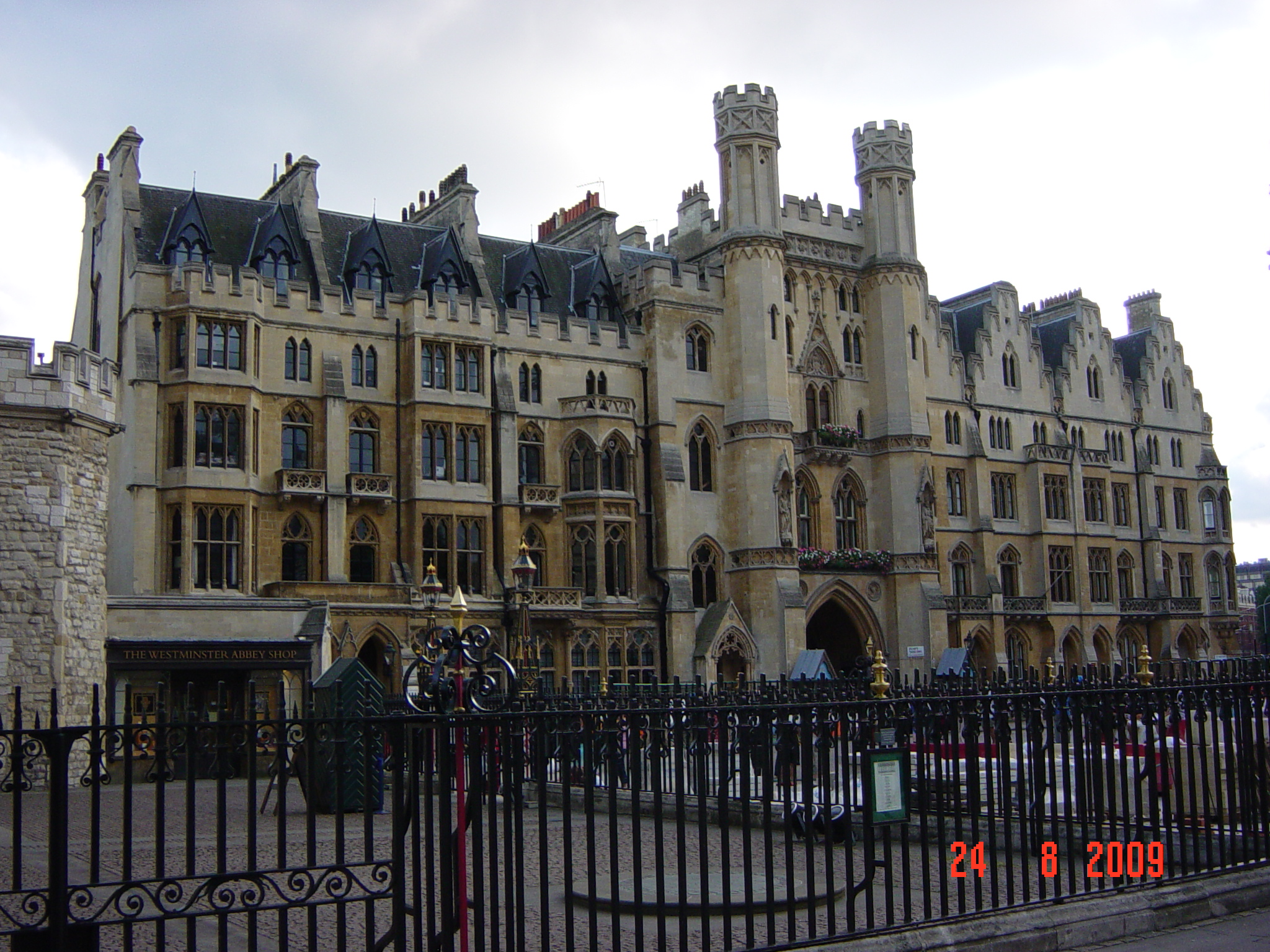
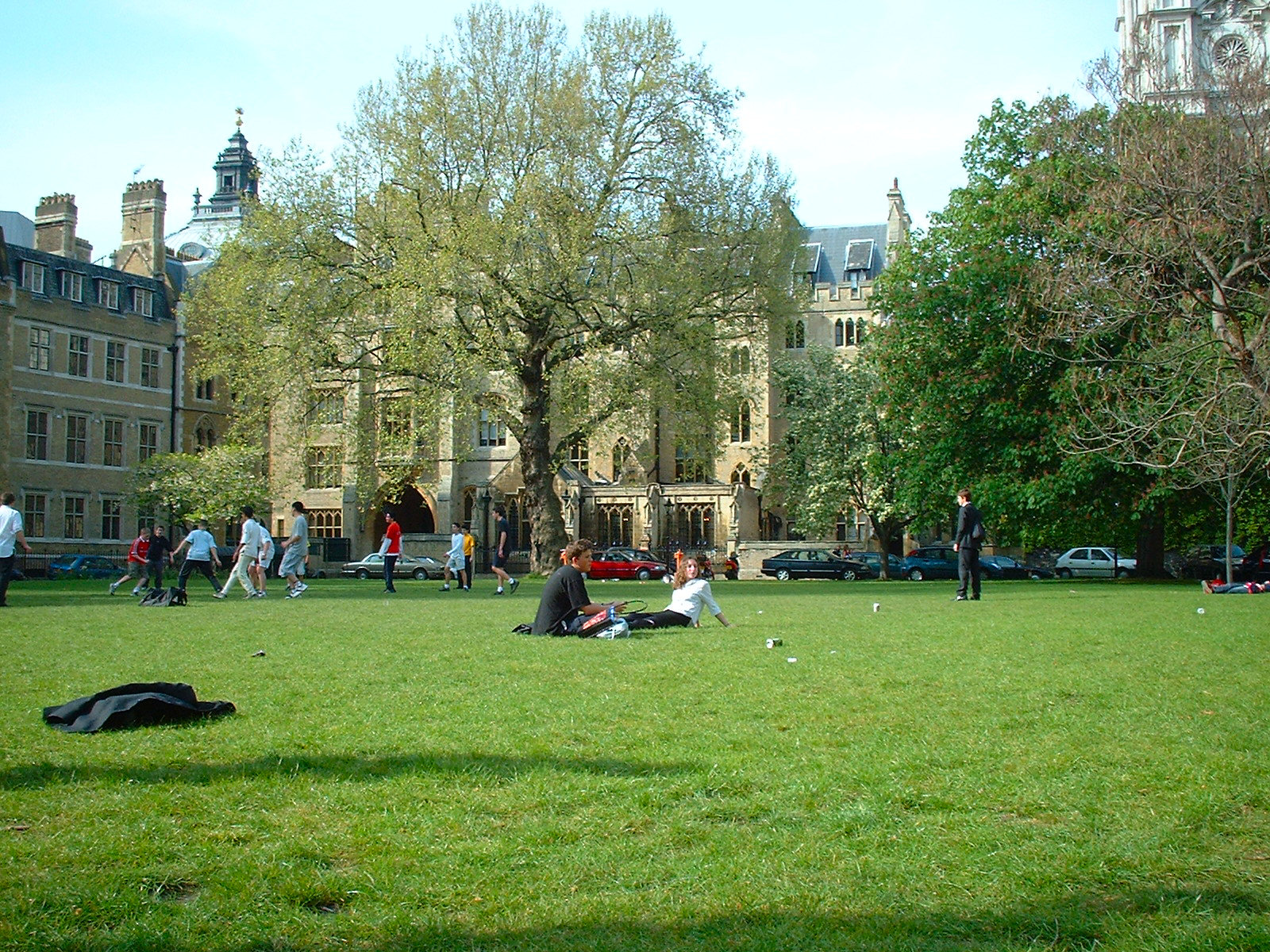
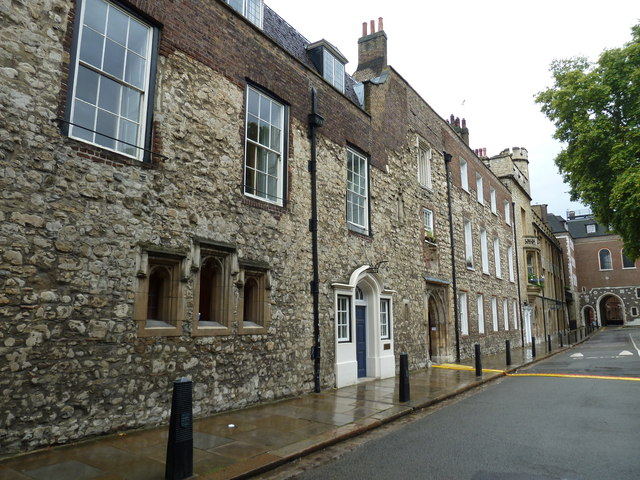
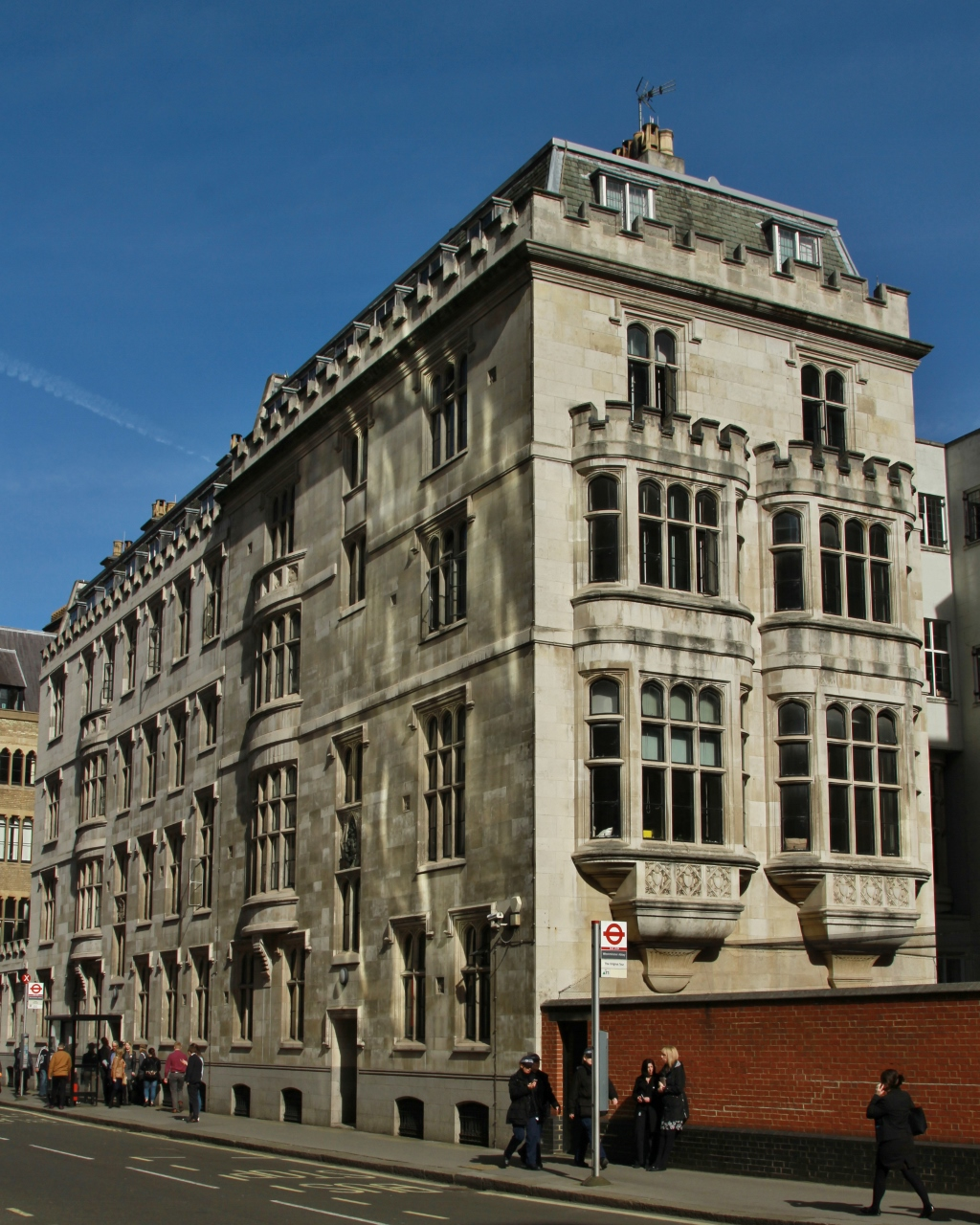
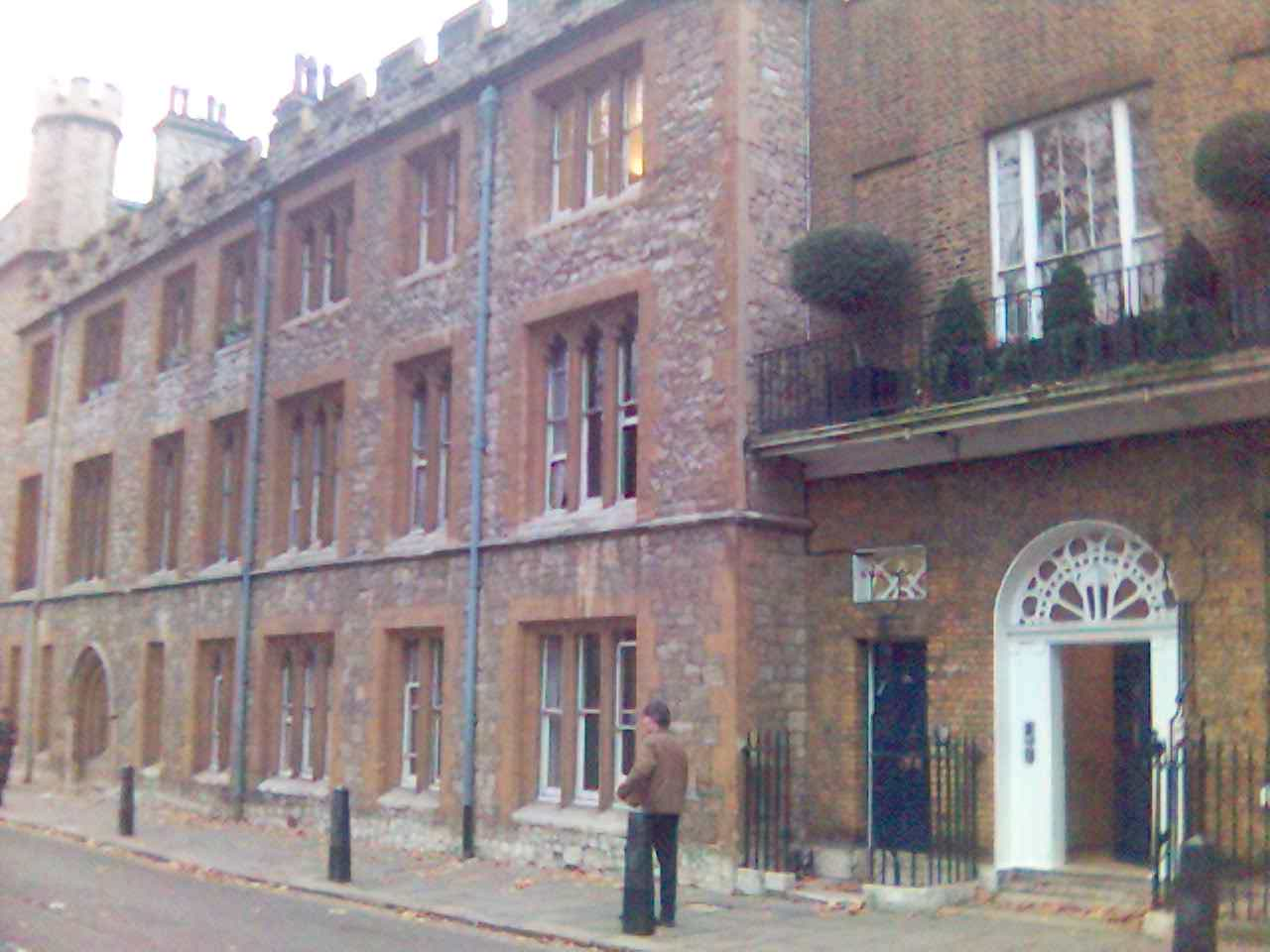